# Tandiono Manu
Tandiono Manu (28 tháng 6 năm 1913 – 30 tháng 10 năm 1986) là một chính trị gia người Indonesia, ông giữ chức Bộ trưởng Bộ Nông nghiệp trong Kabinet Natsir từ năm 1950 đến 1951, và Bộ trưởng Bộ Thương mại và Công nghiệp trong Kabinet Halim thuộc Cộng hòa Indonesia trong giai đoạn Hợp chúng quốc Indonesia.

## Đầu đời
Tandiono sinh ra ở Banyuwangi, ngày nay là tỉnh Đông Java, vào ngày 28 tháng 6 năm 1913. Ông là con một, cha ông Martoprawiro là viên chức làm việc trong cục thủy lợi. Ông tốt nghiệp trường dành cho người bản xứ (HIS) ở Jember và trường sơ đẳng nâng cấp (MULO) ở Surabaya , trước khi tiếp tục học tại Rechtshogeschool (học viện luật) ở Batavia. Ông tốt nghiệp vào năm 1941. Trong quá trình học, ông hoạt động trong các tổ chức thanh niên như Jong Java và Unitas Studiorum Indonesiensis.

## Sự nghiệp
Nhật Bản chiếm đóng Đông Ấn Hà Lan diễn ra không lâu sau khi Tandiono tốt nghiệp, ban đầu ông làm việc tại một cơ quan thuế trước khi được tái bổ nhiệm vào cơ quan tư pháp của chính quyền quân sự, phục vụ tại Semarang. Ông tiếp tục làm việc trong hệ thống tòa án sau tuyên ngôn độc lập Indonesia, lúc đầu ở Yogyakarta, cho đến khi được bổ nhiệm làm Bộ trưởng Thường trú của Bojonegoro vào năm 1947. Ông tham gia chiến tranh du kích chống lại người Hà Lan sau Chiến dịch Kraai. Trong thời gian này, ông hoạt động trong tổ chức nông dân chính của quốc gia Barisan Tani Indonesia.
Sau khi chuyển giao chủ quyền, ông được bổ nhiệm chức phó thống đốc Đông Java trong thời gian ngắn vào ngày 1 tháng 1 năm 1950 cho đến khi được bổ nhiệm làm Bộ trưởng Bộ Thương mại và Công nghiệp trong Kabinet Halim vào ngày 21 tháng 1. Sau khi Hợp chúng quốc Indonesia giải thể, ông trở thành Bộ trưởng Bộ Nông nghiệp trong Kabinet Natsir, với tư cách đảng viên của Đảng Xã hội Chủ nghĩa Indonesia. Sau đó ông được bổ nhiệm làm giám đốc chi nhánh của công ty đồn điền London Sumatra. Ông có mối quan hệ thân thiết với người tiền nhiệm và bộ trưởng đương nhiệm Sadjarwo Djarwonagoro, và các công ty Anh lúc đó cố gắng lấy lòng giao thiệp với chính phủ Indonesia.:1306
Trong giai đoạn Orde Baru, ông tham gia vào một nhóm bàn luận chính trị bao gồm người theo chủ nghĩa Hồi giáo, các cựu tướng lĩnh (như Tahi Bonar Simatupang) và nhân vật chính trị khác. Ông qua đời vào ngày 30 tháng 10 năm 1986 và được an táng tại Nghĩa trang Anh hùng Kalibata.